# Bomet (distrikt)
Bomet  är ett av Kenyas 71 administrativa distrikt, och ligger i provinsen Rift Valley. År 1999 hade distriktet 382 794 invånare. Huvudorten är Bomet.